# Døde i 2023
Døde i 2023 er en liste over notable personer, der er afgået ved døden i 2023. 

## Januar
- Lise Nørgaard
- Fay Weldon
- Renate Garisch-Culmberger
- Gianluca Vialli
- Karl Alexander Müller
- Konstantin 2. af Grækenland
- Jeff Beck
- Gina Lollobrigida
- Lucile Randon
- David Crosby
- Ritt Bjerregaard
- Hossein Shahabi
- Álvaro Colom Caballeros
- Tom Verlaine
- Barrett Strong
- Annie Wersching
- Charly Loubet

- 1. januar – Lise Nørgaard, dansk journalist og TV-serieforfatter (født 1917).[1]
- 3. januar – Abdul-Salam al-Majali, jordansk politiker og tidligere ministerpræsident (født 1925).[2]
- 3. januar – Ib Christensen, dansk politiker (født 1930).[3]
- 4. januar – Fay Weldon, engelsk forfatter (født 1931).[4]
- 5. januar – Renate Garisch-Culmberger, østtysk kuglestøder (født 1939).
- 6. januar – Gianluca Vialli, italiensk fodboldspiller og -træner (født 1964).[5]
- 6. januar – Owen Roizman, amerikansk filmfotograf (født 1936).[6]
- 8. januar – Siegfried Kurz, tysk komponist og dirigent (født 1930).[7]
- 9. januar – Karl Alexander Müller, schweizisk fysiker og nobelprisvinder (født 1927).[8]
- 10. januar – Konstantin 2. af Grækenland, konge af Grækenland (1964–1973)[9]
- 10. januar – Jeff Beck, engelsk guitarist (født 1944).[10]
- 12. januar – Sulambek Mamilov, sovjetisk filminstruktør (født 1938).
- 12. januar – Lisa Marie Presley, amerikansk sanger og sangskriver (født 1968).[11]
- 16. januar – Gina Lollobrigida, italiensk skuespillerinde (født 1927).
- 17. januar – Lucile Randon, fransk kvinde, der fra 2022 var verdens ældste person (født 1904).
- 18. januar - Nikolaj Nikolajevitj Dostal, russisk filminstruktør og skuespiller (født 1946).
- 19. januar – David Crosby, amerikansk musiker (født 1941).[12]
- 21. januar - Ritt Bjerregaard, dansk politiker og tidligere minister (født 1941).[13]
- 22. januar – Hossein Shahabi, iransk filminstruktør (født 1967).
- 23. januar – Álvaro Colom Caballeros, guatemalansk politiker og tidligere præsident (født 1951).[14]
- 28. januar — Tom Verlaine, amerikansk musiker (født 1949).[15]
- 29. januar — Krister Kristensson, svensk fodboldspiller (født 1942).[16]
- 29. januar – Barrett Strong, amerikansk sanger og sangskriver (født 1941).[17]
- 29. januar – Annie Wersching, amerikansk skuespillerinde (født 1977).[18]
- 31. januar – Charly Loubet, fransk fodboldspiller (født 1945).[19]
- 31. januar – Henrik Nordbrandt, dansk digter og forfatter (født 1945).[20]

## Februar
- Pervez Musharraf
- Burt Bacharach
- Odd Eriksen
- Hans Modrow
- Arne Treholt
- Friedrich Cerha
- Paul Berg
- Raquel Welch
- Amancio Amaro
- Ahmed Qurei
- Vígdis Sigmundsdóttir
- Gérard Latortue

- 2. februar – Butch Miles, amerikansk trommeslager (født 1944).[21]
- 5. februar – Pervez Musharraf, tidligere pakistansk præsident (født 1943).[22]
- 6. februar – Greta Andersen, dansk svømmer (født 1927).
- 6. februar – Inge Krogh, dansk politiker (født 1920).
- 8. februar – Burt Bacharach, amerikansk komponist og pianist (født 1928).[23]
- 11. februar – Odd Eriksen, norsk politiker (født 1955).[24]
- 11. februar – Hans Modrow, østtysk politiker (født 1928).[25]
- 12. februar – Arne Treholt, norsk politiker og diplomat (født 1942).[26]
- 12. februar – Vadim Abdrasjitov, sovjetisk filminstruktør (født 1945).
- 14. februar – Friedrich Cerha østrigsk komponist og dirigent (født 1926).[27]
- 15. februar – Paul Berg amerikansk biokemiker (født 1926).[28]
- 15. februar – Raquel Welch amerikansk skuespiller (født 1940).[29]
- 18. februar – Britt Bendixen, dansk danseinstruktør (født 1942).[30]
- 18. februar – Leo Nielsen, dansk musiker (født 1955).[31]
- 21. februar – Amancio Amaro, spansk fodboldspiller (født 1939).[32]
- 22. februar – Ahmed Qurei, tidligere palæstinensisk premierminister (født 1937).[33]
- 22. februar –  Verner Nielsen, tidligere dansk fodboldspiller (født 1931). [34]
- 23. februar – Vígdis Sigmundsdóttir, færøsk billedkunstner (født 1934).
- 25. februar – Martin Nielsen, dansk fodboldspiller (født 1970)
- 26. februar – Hans Hertel, dansk fagforfatter, professor og kritiker (født 1939).[35]
- 27. februar – Gérard Latortue, tidligere premierminister i Haiti (født 1934).[36]
- 28. februar — J.K. Hansen, dansk trafikminister (S) (født 1926)[37]

## Marts
- Just Fontaine
- Erik Brandt
- Dick Fosbury
- Gordon Moore

- 1. marts — Just Fontaine, fransk fodboldspiller (født 1933).[38]
- 2. marts — Wayne Shorter, amerikansk saxofonist og komponist (født 1933).[39]
- 2. marts — Henrik Noél Olesen, dansk skuespiller (født 1968).[40]
- 3. marts — Tom Sizemore, amerikansk skuespiller (født 1961).[41]
- 3. marts — David Lindley, amerikansk guitarist og multiinstrumentalist (født 1944).[42]
- 4. marts — Romualdo Arppi Filho, brasiliansk fodbolddommer (født 1939).[43]
- 5. marts — Gary Rossington, amerikansk guitarist (født 1951).[44]
- 6. marts — Jörg Jarnut, tysk historiker og professor (født 1942).[45]
- 8. marts — Chaim Topol, israelsk skuespiller (født 1935).[46]
- 11. marts — Erik Brandt, dansk modeskaber (født 1943).[47]
- 12. marts — Dick Fosbury, amerikansk højdespringer (født 1947).[48]
- 13. marts — Jim Gordon, amerikansk trommeslager (født 1945).[49]
- 17. marts — Lance Reddick, amerikansk skuespiller (født 1962).[50]
- 19. marts — Petar Nadoveza, kroatisk fodboldspiller og -træner (født 1942).
- 20. marts — Geof Kotila, amerikansk basketballtræner (født 1959).
- 21. marts — Willis Reed, amerikansk basketballspiller (født 1942).[51]
- 23. marts — Peter Marti, schweizisk fodboldspiller (født 1952).[52]
- 24. marts — Gordon Moore, amerikansk forretningsmand (født 1929).[53]
- 24. marts — Christopher Gunning, engelsk komponist (født 1944).[54]
- 26. marts — María Kodama, argentinsk forfatter (født 1937).[55]
- 27. marts — Max Hardcore, amerikansk pornoskuespiller og instruktør (født 1956).[56]
- 28. marts — Ryuichi Sakamoto, japansk multimusiker (født 1952).

## April
- Vladlen Tatarskij
- Nigel Lawson
- Ingvar Hirdwall
- Benjamin B. Ferencz
- Mary Quant
- Ahmad Jamal
- Thomas Robb
- Harry Belafonte
- Jerry Springer

- 1. april — Klaus Teuber, tysk udvikler af brætspil (født 1952).[57]
- 1. april — Dario Campeotto, dansk sanger, skuespiller og entertainer (født 1939).[58]
- 2. april — Vladlen Tatarskij, russisk-ukrainsk militærperson og blogger (født 1982).[59]
- 2. april — Hans Edvard Nørregård-Nielsen, dansk forfatter (født 1945).[60]
- 3. april — Nigel Lawson, britisk finansminister (født 1932).[61]
- 4. april — Birger Jensen, dansk fodboldspiller (født 1951).[62]
- 6. april — Ingvar Hirdwall, svensk skuespiller (født 1934).[63]
- 7. april — Benjamin B. Ferencz, amerikansk jurist (født 1920).[64]
- 8. april — Michael Lerner, amerikansk skuespiller (født 1941).[65]
- 9. april — Bodil Sangill, dansk skuespillerinde (født 1932).[66]
- 11. april — Stanislav Mitin, russisk filminstruktør (født 1950).
- 13. april — Mary Quant, engelsk designer (født 1930).[67]
- 13. april — Eva Nejstgaard, dansk borgmester (født 1941).[68]
- 14. april — Bengt Burg, dansk radio- og tv-vært (født 1945).[69]
- 14. april — Mark Sheehan, irsk musiker (født 1976).[70]
- 16. april — Ahmad Jamal, amerikansk jazzpianist og -komponist (født 1930).[71]
- 20. april — Josep Maria Fusté, spansk fodboldspiller (født 1941).[72]
- 20. april — Thomas Robb, amerikansk præst og leder af Ku Klux Klan (født 1946).
- 22. april — Barry Humphries, australsk komiker, skuespiller mv. (født 1934).
- 23. april — Henning Jacobsen, dansk skuespiller (født 1946).[73]
- 23. april — Tori Bowie, amerikansk atletikudøver (født 1990).[74]
- 25. april — Harry Belafonte, amerikansk sanger og musiker (født 1927).
- 27. april — Jerry Springer, amerikansk tv-vært (født 1944).
- 29. april — Holger Perfort, dansk skuespiller (født 1925).[75]
- 30. april — Tony Doyle, engelsk cykelrytter (født 1958).

## Maj
- Gordon Lightfoot
- Per Åhlin
- Rolf Harris
- Jürgen Trumpf
- Robert Lucas, Jr.
- "Superstar" Billy Graham
- Martin Amis
- Tina Turner
- Harald zur Hausen

- 1. maj — Gordon Lightfoot, canadisk sanger (født 1938).[76]
- 1. maj — Per Åhlin, svensk animator og filminstruktør (født 1931).[77]
- 5. maj — Mikhail Khleborodov, russisk filminstruktør (født 1967).[78]
- 7. maj — William Kisum, dansk skuespiller (født 1931).[79]
- 10. maj — Rolf Harris, australsk sanger og tv-personlighed (født 1930).[80]
- 12. maj — Owen Davidson, australsk tennisspiller (født 1943).[81]
- 12. maj — Francis Monkman, engelsk komponist og musiker (født 1949).[82]
- 13. maj — Jürgen Trumpf, tysk diplomat (født 1931).[83]
- 14. maj — Doyle Brunson, amerikansk pokerspiller (født 1933).[84]
- 14. maj — Lone Møller, dansk folketingsmedlem (født 1949).[85]
- 15. maj — Robert Lucas, Jr., amerikansk økonom og nobelprismodtager (født 1937).[86]
- 15. maj — Per Røntved, dansk fodboldspiller (født 1949).[87]
- 17. maj — "Superstar" Billy Graham, amerikansk wrestler (født 1943).[88]
- 19. maj — Martin Amis, britisk forfatter (født 1949).[89]
- 24. maj — Tina Turner, amerikansk sangerinde (født 1939).[90]
- 27. maj — Jan Mrvík, tjekkisk roer (født 1939).[91]
- 28. maj — Harald zur Hausen, tysk virusforsker og nobelprismodtager (født 1936).[92]
- 30. maj — Karl-Heinz Ferschl, tysk fodboldspiller (født 1944).[93]
- 31. maj — Keld Moseholm, dansk billedhugger (født 1936).[94]
- 31. maj — Amitai Etzioni, tysk-israelsk-amerikansk sociolog (født 1929).[95]

## Juni
- Jim Hines
- Peter Belli
- Silvio Berlusconi
- Mette Gjerskov
- Cormac McCarthy
- Glenda Jackson
- John B. Goodenough
- Alan Arkin

- 1. juni — Margit Carstensen, tysk skuespiller (født 1940).[96]
- 2. juni — Kaija Saariaho, finsk komponist (født 1952).
- 3. juni — Jim Hines, amerikansk sprinter og olympisk mester (født 1946).[97]
- 5. juni — Mads Lundby Hansen, dansk økonom (født 1969).
- 5. juni — Morten Sabroe, dansk journalist og forfatter (født 1947).[98]
- 5. juni — Astrud Gilberto, brasiliansk sangerinde (født 1940).
- 7. juni — The Iron Sheik, iransk wrestler (født 1942).
- 8. juni — Peter Belli, dansk sanger (født 1943).[99]
- 10. juni — Ted Kaczynski, amerikansk matematiker og indenlandsk terrorist (født 1942).[100]
- 11. juni — Leo Tandrup, dansk historiker og kunsthistoriker (født 1935).[101]
- 12. juni — Silvio Berlusconi, italiensk politiker og tidligere premierminister (født 1936).[102]
- 12. juni — Mette Gjerskov, dansk politiker og minister (født 1966).[103]
- 12. juni — Treat Williams, amerikansk skuespiller (født 1951).
- 13. juni — Cormac McCarthy, amerikansk forfatter (født 1933).[104]
- 15. juni — Glenda Jackson, britisk skuespillerinde og politiker (født 1936).[105]
- 15. juni — Gordon McQueen, skotsk fodboldspiller (født 1952).
- 16. juni — Alfredo Rojas, argentinsk fodboldspiller (født 1937).
- 16. juni — Gino Mäder, schweizisk cykelrytter (født 1997).[106][107]
- 18. juni — Cornel Țăranu, rumænsk komponist og dirigent (født 1934).
- 19. juni — Clark Haggans, amerikansk fodboldspiller (født 1977).
- 21. juni — Kirsten Hansen-Møller, dansk skuespiller og journalist (født 1942).[108]
- 22. juni — Kaj Petersen, dansk borgmester (født 1942).[109]
- 22. juni — Harry Markowitz, amerikansk økonom og nobelprismodtager (født 1927).[110]
- 23. juni — Troels II Munk, dansk skuespiller (født 1944).[111]
- 25. juni — John B. Goodenough, amerikansk fysiker og nobelprismodtager (født 1922).[112]
- 27. juni — Peter Bieri, schweizisk filosof og forfatter (født 1944).
- 29. juni — Alan Arkin, amerikansk skuespiller (født 1934).[113]
- 29. juni — Clarence Barlow, indisk komponist (født 1945).[114]

## Juli
- Milan Milutinović
- Georges Bereta
- CoCo Lee
- Milan Kundera
- Jane Birkin
- Harry Frankfurt
- Kevin Mitnick
- Tony Bennett
- Trevor Francis
- Sinéad O'Connor
- Paul Reubens

- 2. juli — Milan Milutinović, serbisk politiker og tidligere præsident (født 1942).[115]
- 3. juli — Mo Foster, engelsk bassist (født 1944).[116]
- 4. juli — Georges Bereta, fransk fodboldspiller (født 1946).[117]
- 5. juli — CoCo Lee, kinesisk sangerinde (født 1975).[118]
- 9. juli — Asbjørn Sennels, dansk fodboldspiller (født 1979).[119]
- 9. juli — Luis Suárez Miramontes, spansk fodboldspiller (født 1935).[120]
- 9. juli — Jørgen Hein Jørgensen, dansk bassist (født 1966).[121]
- 11. juli — Milan Kundera, tjekkisk forfatter (født 1929).[122]
- 11. juli — Yuzo Toyama, japansk komponist og dirigent (født 1931).
- 12. juli — Heide Simonis, tysk politiker (født 1943).[123]
- 16. juli — Jane Birkin, engelsk-fransk skuespillerinde og sangerinde (født 1946).[124]
- 16. juli — Harry Frankfurt, amerikansk filosofiprofessor (født 1929).[125]
- 16. juli — Kevin Mitnick, amerikansk hacker og it-konsulent (født 1963).[126]
- 17. juli — Robert Budzynski, fransk fodboldspiller og sportsdirektør (født 1940).[127]
- 20. juli — Aadu Must, estisk historiker og politiker (født 1951).[128]
- 21. juli — Tony Bennett, amerikansk sanger (født 1926).[129]
- 24. juli — Trevor Francis, engelsk fodboldspiller (født 1954).[130]
- 26. juli (dato for offentliggørelse af dødsfald) — Sinéad O'Connor, irsk sangerinde (født 1966).[131]
- 30. juli — Paul Reubens, amerikansk skuespiller (født 1952).[132]

## August
- Henri Konan Bédié
- William Friedkin
- Federico Bahamontes
- Johnny Hardwick
- Sixto Diaz Rodriguez
- Peppino Gagliardi
- Robbie Robertson
- Klaus Bugdahl
- Jørn Riel
- Toto Cutugno
- Terry Funk
- Jevgenij Prigozjin
- Eddie Skoller

- 1. august — Henri Konan Bédié, ivoriansk præsident (født 1934).[133]
- 3. august — Mark Margolis, amerikansk skuespiller (født 1939).[134]
- 7. august — William Friedkin, amerikansk filminstruktør (født 1935).[135]
- 8. august — Federico Bahamontes, spansk cykelrytter (født 1928).[136]
- 8. august — Johnny Hardwick, amerikansk stemmeskuespiller (født 1958).[137]
- 8. august — Sixto Diaz Rodriguez, amerikansk folkemusiker (født 1942).[138]
- 9. august — Peppino Gagliardi, italiensk sanger (født 1940).[139]
- 9. august — Robbie Robertson, canadisk musiker (født 1943).[140]
- 14. august — Boris Dubrovskij, sovjetisk-russisk roer (født 1939).[141]
- 15. august — Klaus Bugdahl, tysk cykelrytter (født 1934).[142]
- 16. august — Niels I. Meyer, dansk civilingeniør og politiker (født 1930).[143]
- 18. august — Jørn Riel, dansk forfatter (født 1931).[144]
- 20. august — Aivars Lazdenieks, lettisk roer (født 1954).[145]
- 22. august — Toto Cutugno, italiensk sanger (født 1943).[146]
- 23. august — Terry Funk, amerikansk wrestler (født 1944).[147]
- 23. august — Jevgenij Prigozjin, russisk oligark og militærperson (født 1961).[148]
- 26. august — Bob Barker, amerikansk tv-vært (født 1923).[149]
- 26. august — Gleb Panfilov, sovjetisk-russisk filminstruktør (født 1934).[150]
- 26. august — Carl Cohen, amerikansk filosof (født 1931).[151]
- 27. august — Eddie Skoller, dansk-amerikansk entertainer (født 1944).[152]
- 29 august — Waldemar Victorino, uruguayansk fodboldspiller (født 1952).[153]
- 30. august — Mohamed Al-Fayed, egyptisk forretningsmand (født 1929).[154]

## September
- Bill Richardson
- Bruce Guthro
- Mangosuthu Buthelezi
- Fernando Botero
- Giorgio Napolitano
- David McCallum
- Michael Gambon
- Dianne Feinstein

- 1. september — Bill Richardson, amerikansk politiker (født 1947).[155]
- 1. september — Olav Eikeland, norsk filosof (født 1955).[156]
- 3. september — Eyðun Johannessen, færøsk skuespiller og teatermand (født 1938).[157]
- 4. september — Steve Harwell, amerikansk sanger og musiker (født 1967)
- 5. september — Bruce Guthro, canadisk sanger (født 1961).[158]
- 7. september — Judith Rothenborg, dansk skuespiller (født 1949).[159]
- 8. september — Bent Warburg, dansk skuespiller (født 1939).
- 9. september — Erik Aschengreen, dansk forfatter og universitetslektor (født 1935).[160]
- 9. september — Mangosuthu Buthelezi, sydafrikansk zulu-prins og politiker (født 1928).[161]
- 13. september — Roger Whittaker, britisk sanger og sangskriver (født 1936).
- 15. september— Fernando Botero, colombiansk kunstner (født 1932).[162]
- 19. september — Gianni Vattimo, italiensk filosof og politiker (født 1936).
- 22. september — Giorgio Napolitano, italiensk præsident (født 1925).[163]
- 25. september — David McCallum, skotsk skuespiller og musiker (født 1933).[164]
- 27. september — Michael Gambon, irsk skuespiller (født 1940).[165]
- 29. september — Dianne Feinstein, amerikansk politiker (født 1933).[166]

## Oktober
- Louise Glück
- Piper Laurie
- Suzanne Somers
- Carla Bley
- Bobby Charlton
- Hans Mosesson
- Matthew Perry

- 2. oktober — Francis Lee, engelsk fodboldspiller (født 1944).[167]
- 5. oktober — Jon Beare, canadisk roer (født 1974).[168]
- 8. oktober — Lars Lunøe, dansk skuespiller (født 1936).[169]
- 13. oktober — Louise Glück, amerikansk digter og nobelprismodtager(født 1943).[170]
- 14. oktober — Piper Laurie, amerikansk skuespiller (født 1932).[171]
- 15. oktober — Suzanne Somers, amerikansk skuespiller, forfatter og sanger (født 1946).[172]
- 17. oktober — Carla Bley, amerikansk jazzmusiker og -komponist (født 1936).[173]
- 21. oktober — Bobby Charlton, engelsk fodboldspiller (født 1937).[174]
- 23. oktober — Istvan Lang, ungarsk komponist (født 1933).[175]
- 25. oktober — Hans Mosesson, svensk skuespiller (født 1944).[176]
- 28. oktober — Matthew Perry, canadisk/amerikansk skuespiller (født 1969).[177]
- 30. oktober — Eva Madsen, dansk sangerinde (født 1944).[178]

## November
- Frank Borman
- Jørgen Reenberg
- Ruud Geels
- Rosalynn Carter
- Charlie Munger
- Henry Kissinger
- Shane MacGowan

- 7. november — Frank Borman, amerikansk astronaut (født 1928).[179]
- 8. november — Søren Krarup, dansk præst, forfatter og politiker (født 1937).[180]
- 9. november — Jørgen Reenberg, dansk skuespiller (født 1927).[181]
- 11. november — Dimitrie Popescu, rumænsk roer (født 1961).[182]
- 17. november — Henning Munk Jensen, dansk fodboldspiller (født 1947).[183]
- 17. november — Helle Merete Sørensen, dansk skuespiller (født 1946).[184]
- 18. november — Ruud Geels, hollandsk fodboldspiller (født 1948).[185]
- 19. november — Rosalynn Carter, amerikansk tidligere præsidentfrue (født 1927).[186]
- 21. november — Cæcilia Holbek Trier, dansk skuespiller og filminstruktør (født 1953).[187]
- 22. november — Ebbe Trenskow, dansk skuespiller og teaterinstruktør (født 1937).[188]
- 23. november — Hans Kirchhoff, dansk historiker (født 1933).[189]
- 28. november — Charlie Munger, amerikansk erhvervsmand (født 1924).[190]
- 29. november — Henry Kissinger, amerikansk politiker (født 1923).[191]
- 30. november — Shane MacGowan, britisk sanger (født 1957).[192]

## December
- Denny Laine
- Peter-Michael Kolbe
- Torben Ulrich
- Robert Solow
- Tony Oxley
- Wolfgang Schäuble
- Jacques Delors
- Tom Wilkinson

- 1. december - Jørn Mader, dansk journalist (født 1947).[193]
- 5. december - Denny Laine, engelsk rockmusiker (født 1944).[194]
- 6. december - Dean Crawford, canadisk roer (født 1958).[195]
- 8. december - Peter-Michael Kolbe, tysk roer (født 1953).[196]
- 11. december — Elith "Nulle" Nykjær Jørgensen, dansk jazzmusiker m.v. (født 1937).[197]
- 20. december — Torben Ulrich, dansk tennisspiller (født 1928).
- 21. december — Robert Solow, amerikansk økonom og Nobelpristager (født 1924).[198]
- 22. december — Lille Palle, dansk sanger og harmonikaspiller (født 1942).[199]
- 22. december — Michael Haslund-Christensen, dansk filmproducer (født 1965).[200]
- 22. december — Erling Bjøl, dansk historiker, politolog og journalist (født 1918).[201]
- 22. december — Tom Bogs, dansk bokser (født 1944).
- 26. december — Tony Oxley, engelsk jazztrommeslager (født 1938).[202]
- 26. december — Wolfgang Schäuble, tysk politiker (født 1942).[203]
- 27. december — Jacques Delors, fransk politiker (født 1925).[204]
- 27. december — Gaston Glock, østrigsk ingeniør (født 1929).[205]
- 30. december — Tom Wilkinson, britisk skuespiller (født 1948).[206]
- 30. december — Jens Rosendal, dansk højskolelærer og salmedigter (født 1932).[207]